# Bâtiment des archives historiques de Niš
Le bâtiment des archives historiques de Niš (en serbe cyrillique : Зграда Историјског архива у Нишу ; en serbe latin : Zgrada Istorijskog arhiva u Nišu) se trouve à Niš, dans la municipalité de Crveni krst et dans le district de Nišava, en Serbie. Il est inscrit sur la liste des monuments culturels protégés de la république de Serbie (identifiant no SK 309),,.

## Présentation
Le bâtiment, situé dans la forteresse de Niš, a été construit vers 1890. Il est le seul édifice militaire construit dans la forteresse après la libération de la ville vis-à-vis des Turcs. Le département de cartographie de l'armée serbe y a d'abord été installé, puis le bâtiment a servi de première école d'artillerie des sous-officiers ; pendant la Première Guerre mondiale, les Bulgares l'ont utilisé comme prison. De l'entre-deux-guerres jusqu'en 1949, l'édifice a servi de caserne puis il a été remis à la ville.
De plan rectangulaire allongé, il est constitué d'un simple rez-de-chaussée, avec un grenier aménagé qui sert d'espace de travail.
Les archives historiques de Niš ont été fondées le 24 avril 1948, ; d'abord situées dans la maison des enseignants, elles se sont installées dans leurs locaux actuels en 1949. Le document le plus ancien qu'elles conservent est le Bakrotisk, daté de 1737, imprimé à Augsbourg, avec une gravure représentant la reddition de la ville, alors ottomane, devant les Autrichiens lors de la guerre austro-russo-turque de 1735-1739, ; ce document de propagande autrichienne a été offert aux archives historiques de Niš en 1956 par la ville slovène de Ptuj.